# Alex Mica
Alexandru Cătălin Mica (n. 25 august 1991, Timișoara), cunoscut simplu ca Alex Mica, este un cântăreț român de muzică pop/dance.
Este cunoscut mai ales datorită piesei „Dalinda”, cu care a ajuns în topul clasamentelor muzicale din România.

## Copilărie
Alex și-a descoperit atracția pentru muzică încă de la vârsta de 5 ani. A început să scrie poezii la vârsta de 15 ani și a devenit a doua mare pasiune, după muzică. A copilărit în satul Bucovăț, comuna Remetea Mare, județul Timiș, până la vârsta de 14 ani, împreună cu părinții, sora și bunicul.
În copilărie, a făcut parte din corul bisericii, alături de bunicul său, care a văzut în el un mare potențial. Prima apariție pe scenă s-a produs pe când acesta avea 9 ani, la un concurs muzical de tinere talente. A studiat la Colegiul Național de Arte „Ion Vidu” din Timișoara, secția de canto clasic, sub îndrumarea profesorului Daniel Zah, a doamnei profesoare de teorie și solfegii Maria Maranescu și a profesorului de pian secundar Nicolae Martin. La vârsta de 17 ani, în 2008, participă la preselecția show-ului „Megastar” (sezonul 3), unde ajunge până în finală, alături de trupa Sign (formată din Alex Mica, Răzvan Ștef și Andi Grasu), apoi participă la Festivalul Național de muzică ușoară „Mamaia” (2009 și 2010), la Festivalul Național de muzică ușoară „Dan Spătaru”, unde i se acordă „Premiul Special al Consiliului Județean Ilfov” și devine câștigătorul trofeului „Stelele Cetății” – Deva.

## Cariera muzicală
În 2011, intră pe piața muzicală românescă prin colaborarea cu George Hora și Puya pe piesa „Doamna și Vagabondul”. Pe urmă, colaborează cu artiștii de la casa de discuri HaHaHa Production și înregistrează refrenul melodiei „Save Save”, după care urmează hit-ul „Señorita”, cu Starchild și Allexinno, compusă de către Alex Mica, Allexinno & Starchild și al cărei refren îl interpretează. La scurt timp, apare și „Mi Corazon”, împreună cu DJ-ul Fabio da Lera, piesa compusa de acelasi trio ca și „Señorita”.
S-a consacrat în lumea muzicală, odată cu lansarea piesei „Dalinda”, realizată împreună cu Dony (Cornel Donici) și The Kid (Florin Cioran), sub egida 1Artist Music. Piesa „Dalinda” a fost unul din hiturile anului 2012 în România, situându-se pe poziția #19 în clasamentul anual, cu un apogeu pe poziția #9 pe 22 aprilie.
Alex Mica a fost artist 1Artist Music timp de 3 ani. Finalizându-și contractul cu ei, Alex a părăsit Constanța și s-a întors în orașul său natal, Timișoara, unde a început o colaborare cu casa de discuri Voices Media, lansând un single cu videoclip în colaborare cu Eli - „Nu mai cred în tine”.
A doua piesă din colaborarea cu noua casă de discuri este „Afrodita”. Melodia a fost lansată în 22 iunie 2015. Versurile sunt compuse de Alex Mica și producția îi aparține lui Alin Radu. Videoclipul este regizat de către Ionuț Trandafir (Trandafilm) și a fost filmat pe parcursul a câtorva zile în Corfu, Grecia.
Pe data de 21 octombrie 2015, Alex a lansat piesa de influență reggaeton „No Me Digas”, produsă de Code Production. Videoclipul a fost filmat pe Calea Victoriei, Băneasa în București, fiind regizat de Ioana Gomoi. 

## Discografie
Single-uri
The color of my soul
- Dalinda
- Mi Corazon (feat. DJ Fabio da Lera)
- Señorita (feat. Allexinno & Starchild)
- Maria Maria (feat. Like Chocolate)[7]
- Mi Hermosa (feat. Dony)
- Breathe
- Save My Heart
- Heya
- Lady
- Donna Gialla
- End of the story  (feat. Karie)
- Dora Dora
- Hola Chiquitita
- Beso de adios
- Nu mai cred în tine (feat. Eli)
- Afrodita
- No Me Digas
- Latina Loca
- La Reina
- Love in Tanger
- Daiana

## Premii
1. „Best New Act” – Romanian Music Awards (2012)[8]
2. „Best New Artist” – Media Music Awards (2012)